# Опьо
Опьо́ (фр. Opio) — коммуна на юго-востоке Франции в регионе Прованс — Альпы — Лазурный берег, департамент Приморские Альпы, округ Грас, кантон Вальбонн. До марта 2015 года коммуна административно входила в состав упразднённого кантона Ле-Бар-сюр-Лу (округ Грас).
Площадь коммуны — 9,47 км², население — 2143 человека (2006) с тенденцией к росту: 2184 человека (2012), плотность населения — 230,6 чел/км².

## Население
Население коммуны в 2011 году составляло 2142 человека, а в 2012 году — 2184 человека.
| 1962 | 1968 | 1975 | 1982 | 1990 | 1999 | 2004 | 2006 | 2009 | 2011 | 2012 |
| ---- | ---- | ---- | ---- | ---- | ---- | ---- | ---- | ---- | ---- | ---- |
| 542  | 790  | 1021 | 1336 | 1792 | 1922 | 2070 | 2143 | 2112 | 2142 | 2184 |

Динамика численности населения:

## Экономика
В 2010 году из 1320 человек трудоспособного возраста (от 15 до 64 лет) 918 были экономически активными, 402 — неактивными (показатель активности 69,5 %, в 1999 году — 65,5 %). Из 918 активных трудоспособных жителей работали 842 человека (475 мужчин и 267 женщин), 76 числились безработными (40 мужчин и 36 женщин). Среди 402 трудоспособных неактивных граждан 159 были учениками либо студентами, 96 — пенсионерами, а ещё 147 — были неактивны в силу других причин.
На протяжении 2010 года в коммуне числилось 809 облагаемых налогом домохозяйств, в которых проживало 2284,5 человека. При этом медиана доходов составила 27 тысяч 002 евро на одного налогоплательщика.

## Транспорт
Самый популярный общественный транспорт в Опьо – это автобус, имеется междугородное сообщение с близлежащими городами Ницца и Канны.  Хорошо развит автомобильный транспорт, поэтому здесь можно заказать такси или взять напрокат автомобиль. К популярным видам транспорта относятся и водные – катера, яхты.